# El especial del humor
El especial del humor fue un programa de televisión de comedia peruana, de imitación y parodia de personajes políticos, deportistas y figuras del espectáculo, tanto locales como internacionales.
Este programa humorístico empezó en el 2004, llamándose en un inicio Los inimitables, liderado por Jorge Benavides y Carlos Álvarez, y conformado en su primera etapa por artistas como Lelo Costa, Walter Ramírez y Gordo Casaretto. En 2011, debido a problemas al interior de Frecuencia Latina, Álvarez renunció al programa.
Desde 2011 hasta su fin definitivo en 2014, el programa se realizó bajo el liderazgo de Benavides y con la presencia de Ramírez, sumándose otros artistas como Alfredo Benavides, Carlos Vílchez, Danny Rosales, Fernando «Largo» del Águila, Enrique «Yuca» Espejo, Rodolfo «Felpudini» Carrión, Lucecita Ceballos, Dorita Orbegoso, Manolo Rojas, Melissa Paredes, Mariella Zanetti, Fátima Segovia, Martín Farfán y Jhon «Nabito» Sandoval.

## Desarrollo del programa
En 2003, los imitadores Carlos Álvarez y Jorge Benavides se unieron para crear un espacio humorístico: Los inimitables, el cual daban de lunes a viernes en las primeras horas de la noche, mientras que el sábado era transmitido un programa que compilaba los sketches que habían sido estrenados en la los días anteriores de la semana respectiva. Ambos habían debutado en televisión participando en el programa de variedades y humor Trampolín a la fama, presentado por el conductor de televisión Augusto Ferrando, y previamente habían participado juntos en el programa del mismo corte Risas y salsa en la década de 1980, siendo los actores más jóvenes de este último programa. Posteriormente, ambos salieron de Risas y salsa para crear sus propios espacios humorísticos, logrando el primero un rotundo éxito con Las mil y una de Carlos Álvarez y el segundo con JB el imitador, JB noticias y La paisana Jacinta.
Álvarez y Benavides llamaron a Walter Ramírez, quien había participado con Álvarez en Las mil y una de Carlos Álvarez, al comediante Lelo Costa, quien también había participado en Risas y salsa, y a Christian Benavides, hermano de Jorge Benavides, con quien había trabajado en La paisana Jacinta, para participar en su elenco. Los inimitables duraría algunos meses, para luego dedicar la transmisión original de los sketches al programa del sábado, que se llamaría El especial del humor. Al poco tiempo, también ingresarían la modelo Karla Tarazona, quién destacó por imitar a la periodista Jessica Tapia, y Carlos Vílchez.
Carlos Vílchez, viejo compañero de los hermanos Benavides en JB noticias y La paisana Jacinta, ingresó al elenco de El especial del humor en 2005. Tiempo atrás, Álvarez había declarado su reticencia a incluirlo en el elenco. En esa época hizo algunas imitaciones, como las del futbolista Andrés Mendoza, cuya participación en la selección peruana de fútbol fue muy criticada para su ingreso al Mundial de Alemania 2006. Pero su estancia en el programa fue corta. Por esa época, Karla Tarazona también dejó de aparecer en el programa, al igual que Carlos Vílchez para conducir el magacín Lima limón por la señal de América Televisión.
Meses después de la salida de Vílchez y Tarazona, el comediante Gordo Casaretto (también de Risas y salsa) empezó a participar en el programa, aunque inicialmente como invitado, a pesar de aparecer en papeles importantes en casi todas las ediciones. Sin embargo, en 2007, Casaretto se alejó para participar en Astros de la risa que no tuvo mucho éxito, causando su regreso a este programa en 2008, y se integraría definitivamente al elenco del programa desde entonces.
En 2011, el programa inició una temporada más con la ausencia de Lelo Costa, siendo reemplazado por el excómico ambulante Danny Rosales. Poco después, Carlos Álvarez renunció luego de una controversia de varios días sobre una supuesta censura a una imitación a Carlos Carlín (presentador original del late show La noche es mía, transmitido también en el mismo canal), quien supuestamente no toleró el sketch y condicionó su permanencia en la casa televisora. Esto conllevó a la salida de Álvarez, quien poco después ingresó a ATV y creó el espacio humorístico El estelar del humor (llamado luego El cártel del humor), y a una posterior reestructuración del programa. Benavides se quedó con el show junto a Casaretto, Ramírez y Rosales como actores del elenco.
Conforme fueron pasando los meses de 2011, el elenco iba recibiendo más integrantes, como Adolfo Geldres, Lucecita Ceballos, Enrique Espejo, Carlos Vílchez (quien retornaba al programa después de seis años), Rodolfo «Felpudini» Carrión, Alfredo Benavides (hermano de Jorge), Manolo Rojas y Fernando del Águila, muchos de los cuales habían trabajado anteriormente con Benavides, ya sea en JB noticias y La paisana Jacinta. En 2013, inicia la décima temporada sin la participación de Adolfo Geldres. En 2014, los actores cómicos Mariella Zanetti, Dorita Orbegoso y Martín Farfán aumentaban el equipo actoral del programa. Zanetti también había actuado para Benavides sus anteriores proyectos.
En enero de 2015, Latina anunció el regreso del programa con modificaciones en los días de transmisión, pero al final el programa sería cancelado.

## Reparto

### Miembros del elenco
- Carlos Álvarez: Conocido imitador, especialmente de personajes de la política, cocreador de este programa junto con Jorge Benavides, en 2003. Abandona el programa años después, debido a su polémica imitación a Carlos Carlín, conductor del programa La noche es mía.
- Jorge Benavides: Conocido imitador, especialmente de personajes de la política y del espectáculo, creador de este programa con Carlos Álvarez, en 2003.
- Walter «Cachito» Ramírez: Ex-cómico ambulante, se integró a El especial del humor desde el inicio del programa.
- Pedro «Lelo» Costa: Otro conocido cómico, formó parte del elenco del programa desde sus inicios. Su última temporada de participación ocurrió en 2010, siendo anunciada su ausencia al año siguiente.
- Gordo Casaretto: Conocido cómico, cuando sus primeras participaciones fueron como invitado entre 2005 y 2007, aunque después de pocos programas, fue contado como un miembro más del reparto. Salió en 2007 para trabajar en el programa Astros de la risa, pero regresó en 2008.
- Christian Benavides: Hermano de Jorge Benavides y una vez codirector del programa, formó parte del elenco desde los inicios del espacio. Dejó de participar en los sketches y se dedicó más a la dirección del programa (coincidiendo su reducción de roles con la mayor participación del Gordo Casaretto, que recién ingresaba al programa). En 2009, le fue diagnosticado cáncer al estómago, lo que le impidió mayores participaciones dentro del programa. Falleció a inicios de 2010.
- Carlos Vílchez: Imitador y cómico, antiguo miembro del elenco de los programas de Jorge Benavides, como en JB noticias y La paisana Jacinta. En 2005 su participación en el programa fue muy corta, ya que saldría del elenco para irse al canal América Televisión a participar junto a la presentadora Laura Huarcayo, en el programa Lima limón. Luego se volvió a unir al elenco de Benavides, regresando en el 2011 tras la salida de Carlos Álvarez.
- Alfredo Benavides: Hermano de Jorge Benavides, antiguo miembro del elenco de JB noticias, La paisana Jacinta. Estuvo en los primeros episodios del programa, luego saldría del elenco por discrepanciadas con Álvarez en el tratamiento político del programa,[17] para hacer su propio programa cómico en el canal estatal TVPerú con Por humor al Perú pero al trasladarse a Panamericana Televisión con Risas y salsa: Nueva generación no tuvo mucha audiencia y se canceló. En 2011, después de 10 años el comediante nuevamente hace equipo con su hermano en este programa.
- Danny Rosales: Ex-cómico ambulante, integrante del fenecido programa humorístico Los ambulantes de la risa, bajo la producción de Efraín Aguilar, se convirtió en miembro del reparto en 2011 cubriendo la ausencia de "Lelo" Costa, llegando a participar en los últimos sketches con Carlos Álvarez. Debido a los pocos sketches que compartió con él, Rosales destacó ocasionalmente con imitaciones.
- Enrique Espejo: Cómico de Risas y salsa y de los programas de Jorge Benavides (JB noticias y La paisana Jacinta). Participó en Risas y salsa: Nueva generación pero se salió del programa luego que Jorge lo llamara y forme otra vez parte de su equipo de trabajo. Luego de la salida de Álvarez, "Yuca" integró el programa desde 2011.
- Rodolfo Carrión: También excómico de Risas y salsa y del programa JB noticias. Ingresó al elenco en 2011 y aparece en los diferentes sketches del programa.
- Adolfo Geldres: Actor que participó en algunos episodios de La paisana Jacinta y ocasionalmente en algunos sketches de El especial del humor durante la estadía de Carlos Álvarez, pero sin diálogo y participación especial. Con la partida de Álvarez, se integró al elenco. Interpretó también al papá del niño Arturito en 2011.

## Sketches destacados
| Título                                                                                    | Primera emisión | Última emisión | Contenido escenificado | Personajes principales                                                                  |
| ----------------------------------------------------------------------------------------- | --------------- | -------------- | --- | --------------------------------------------------------------------------------------- |
| "La pareja presidencial" "Alejandro Choledo y Elian Karpa" "Ilian y Choledo"              | 2004            | 2011           | Escenas conyugales protagonizadas por el presidente Alejandro Toledo y la primera dama Eliane Karp, en las que intervienen su asesor Fredy Otárola Gonzales (entonces presidente de Corpac), su amigo Adam Pollack y un Húsar de Junín, ocasionalmente interrumpidos por la ex escolta policial Lady Bardales.                                                       | - "Alejandro Choledo" - "Elian Karpa" - "Otárola" - "Húsare" - "Adam Polvack" - "Lady"  |
| "Mascaly TV"                                                                              | 2004            | 2011           | Parodia del programa de espectáculos Magaly TV, conducido por Magaly Medina, en el que intervienen invitados de la farándula o se abordan escándalos de famosos, escenas en las que siempre termina participando la cantante criolla Bartola. | - "Mascaly Metida" - "Portola"                                                          |
| "La defunción de la palabra"                                                              | 2004            | 2007           | Parodia del programa cultural La función de la palabra y de las intervenciones de los intelectuales Marco Aurelio Denegri y Martha Hildebrandt, en el que, debido a la producción del programa, ocurren malos entendidos entre ambos sobre el tema abordado, generalmente de tipo sexual.                                                                            | - "Marco Aurelio Denegro" - "Martha Hitlerman"                                          |
| "El diván"                                                                                | 2006            | 2010           | Los intelectuales Marco Aurelio Denegri y Martha Hildebrandt someten a un análisis psicoanalítico y de cultura general a distintos invitados del programa. Dependiendo de los invitados y la coyuntura, sería llamado "Diván de las estrellas", "Diván de los políticos" o "Diván electoral".                                                                        | - "Marco Aurelio Denegro" - "Martha Hitlerman"                                          |
| "Las viejas pitucas de La Molina" "Los vecinos de Ate y La Molina" "La reja de La Molina" | 2005            | 2011           | Sátira que trata de las disputas entre vecinos de La Molina y Ate por la instalación de una reja limítrofe, protagonizada por dos vecinas racistas (caracterizaciones basadas en la entonces congresista Gloria Helfer y la cantante Fiorella Cava) que confrontan con un grupo de clase baja, con la aparición recurrente de un pollo de la pollería Pío's Chicken. | - "Gloria" - "Fiorella" - "Marido Lelo" - Pobladores de Ate - El Pollo de Pío's Chicken |
| "Los Arriolones" "Austero y Lucho" "Lucho Iperico y Austero Flores"                       | 2005            | 2010           | Bajo pretexto de integrar una Comisión Investigadora, los congresistas Ántero Flores Aráoz y Luis Iberico acuden a las casas de distintas bailarinas y vedettes para hacerles un interrogatorio, generalmente de tipo sexual. | - "Austero Flores Arroz" - "Lucho Iperico" - "Lelo el Fanfarrón"                        |
| "Asustín Natilla"                                                                         | 2007            | 2010           | Parodia del almuerzo secreto entre el exministro aprista Agustín Mantilla, el ex operador fujimontesinista Oscar López Meneses, y el electo miembro del TC Javier Ríos, donde discuten las maldades de la semana. El sketch está basado en una escena de El padrino y en un spot publicitario de la cerveza Pilsen Callao.                                           | - "Asustín Natilla" - "Jorge Luis Natilla" - "Oscar" - "Ríos" - Mozo                    |
| "Los Tutela"                                                                              | 2007            | 2009           | Parodia de los conflictos familiares y judiciales entre el ex canciller Francisco Tudela y Graciela de Losada por la herencia del veterano diplomático Felipe Tudela. | - "Francisco Tutela" - "Desgraciela" - "Felipe" - "Fido"                                |

## Episodios
A continuación se presentan los sucesos más destacados que fueron objeto de imitaciones y caracterizaciones en las distintas temporadas del programa.

### Temporada 1 (2004)
| Acontecimientos políticos | Temas sociales / espéctaculos / deportes | Programas de TV |
| --- | --- | --- |
| - Escándalos de corrupción de Alejandro Toledo y Eliane Karp. - Vocería política de los miembros del gabinete de Carlos Ferrero. - Juicio al exasesor presidencial Vladimiro Montesinos. - Denuncias de estafa del programa estatal "Mi Vivienda". | - Copa América 2004. - Visita de Ronaldo al Perú. - La activista y cantante transexual Fiorella Cava inicia batalla judicial para el reconocimiento legal de su identidad. | - Magaly TeVe (Mascaly TeVe) - La función de la palabra (La defunción de la palabra) - Panorama (Panodrama) - 24 horas (24 loras) - 90 segundos (60 segundos/90 segunditos) - En la boca del lobo (En la boca del lobito) - Cuarto poder (Tuerto poder) - El juego de la vida - Besos robados |

### Temporada 2 (2005)
| Acontecimientos políticos | Temas sociales / espectáculos / deportes | Programas de TV                                                          |
| --- | --- | ------------------------------------------------------------------------ |
| - Presunto romance entre Alejandro Toledo y su escolta presidencial, Lady Bardales. Además del incidente en el Hotel Melody. - David Waisman asume temporalmente el despacho presidencial. - Ruptura de la coalición entre Perú Posible y el FIM. - Detención de Alberto Fujimori en Chile. - Antesala de la campaña presidencial de 2006. | - Disputas entre vecinos de La Molina y Ate por la instalación de una reja limítrofe. - Pelea entre la cantante Lucía de la Cruz y la empresaria Marisela Otiniano. - Estreno de miniserie sobre la vida del animador Augusto Ferrando. - Intervención policial al sacerdote Martín Sánchez en la Costa Verde - Controversias públicas por la administración de Panamericana TV. - Juicio al cantante Michael Jackson. - Difusión masiva del Reguetón en el Perú. | - Floricienta (Loquicienta) - Trampolín a la fama (Trampolín a la farra) |

### Temporada 3 (2006)
| Acontecimientos políticos | Temas sociales / espectáculos / deportes | Programas de TV                                                           |
| --- | ---------------------------------------- | ------------------------------------------------------------------------- |
| - Denuncias por uso irregular del avión presidencial. - Acusaciones a Eliane Karp por sustracción de momias de la cultura Chachapoyas. - Ratificación del TLC con Estados Unidos. - Carrera entre Lourdes Flores y Alan García por pasar a la segunda vuelta presidencial. - Primeros meses del regreso al poder de Alan García. | - Copa Mundial de Fútbol de 2006.        | - El francotirador (El Francotirador) - El Especialista (El Espesoalista) |

### Temporada 4 (2007)
| Acontecimientos políticos | Temas sociales / espectáculos / deportes                                                                 | Programas de TV                 |
| --- | --- | ------------------------------- |
| - Extradición, juicio y condena a Alberto Fujimori, y airada defensa de su hijo Kenji. - Intentos de Lourdes Flores por liderar la oposición a Alan García. - Reunión secreta entre Agustín Mantilla, Javier Ríos y Oscar López Meneses. - XVII Cumbre Iberoamericana de jefes de Estado en Chile. | - Conflictos judiciales en la familia de Francisco Tudela por la herencia familiar. - Copa América 2007. | - El Zorro: la espada y la rosa |

### Temporada 5 (2008)
| Acontecimientos políticos | Temas sociales / espectáculos / deportes | Programas de TV |
| --- | --- | --- |
| - Caso de corrupción Petroaudios. - Escándalo de corrupción en el Banco de Materiales. - V Cumbre ALC-UE - Perú 2008. - XX Cumbre APEC - Perú 2008. - Elecciones presidenciales en Estados Unidos de 2008. - Raúl Castro releva en el poder a Fidel Castro. | - Denuncias contra el programa de Laura Bozzo. - Regreso triunfal de Gisela Valcárcel a la televisión. - Tula Rodríguez (como Tulicienta) anuncia embarazo de Javier Carmona. - Condenan a Magaly Medina a cinco meses de prisión efectiva por difamación. | - Laura en Acción (Laura en Calzón) - Bailando por un sueño (Bailando me da Sueño) - Enemigos Íntimos (Enemigos ínfimos). |

### Temporada 6 (2009)
| Acontecimientos políticos | Temas sociales / espectáculos / deportes | Programas de TV |
| --- | --- | --- |
| - Espionaje del gobierno chileno al Perú - Denuncias contra Rosario Sasieta. - Asilo político en Perú a opositores de Evo Morales. - Concierto Paz sin fronteras en Cuba. | - La teta asustada gana el Oso de Oro a mejor película en la Berlinale. - Kina Malpartida se convierte en campeona mundial Superpluma. - El excapitán del Ejército Marco Antonio Torres anuncia su cambio de género. - Genaro Delgado Parker es expulsado de la administración de Panamericana TV. | - Primera Edición (Primera Fricción) - Pare de Sufrir (Pare de llorar) - Punto Final (Punto Seguido) - El show de los sueños (El shopp me da sueño) |

### Temporada 7 (2010)
| Acontecimientos políticos | Temas sociales / espectáculos / deportes | Programas de TV                      |
| --- | --- | ------------------------------------ |
| - Indulto presidencial a José Enrique Crousillat. - Pugna entre Lourdes Flores y Susana Villarán por la Alcaldía de Lima. - Agresión de Alan García a un joven voluntario. - Crisis diplomática entre Colombia y Venezuela de 2010. - Antesala de la campaña presidencial de 2011. | - Copa Mundial de Fútbol de 2010. - Inauguración del Metropolitano. - Natalia Málaga riñe a las integrantes de la selección juvenil de vóley. - Mario Vargas Llosa gana el Premio Nobel de Literatura 2010. | - El gran show (El gran Mamarrashow) |

### Temporada 8 (2011)
| Acontecimientos políticos | Temas sociales / espectáculos / deportes | Programas de TV                                                               |
| --- | --- | ----------------------------------------------------------------------------- |
| - Campaña presidencial de Perú de 2011. - Carrera entre Ollanta Humala y Keiko Fujimori durante la segunda vuelta presidencial. - El exministro Juan Carlos Hurtado Miller se entrega a la justicia. - Primeros meses del mandato de Ollanta Humala. - Rivalidades entre Susana Villarán y Alan García por la construcción del Cristo del Pacífico y del Tren Eléctrico. - Congresistas fujimoristas realizan parrillada para Alberto Fujimori en la Diroes. - Confrontación judicial entre Carlos Raffo y la secretaria de Vladimiro Montesinos. | - Negligencia médica en el Hospital Hipólito Unanue por cambio de bebés recién nacidos. - Magaly Medina niega anterior relación de su pareja con Carla Barzotti. - Roberto Gómez Bolaños celebra con una videoconferencia alcanzar un millón de seguidores en Twitter. - La Universidad de Yale devuelve a Perú piezas arqueológicas de Machu Picchu. - Gol de Jefferson Farfán por el Schalke 04 contra el Bayer Leverkusen - Vecinos de La Planicie se enfrentan por retiro de tranquera electrónica - Eva Ayllón pelea con el público por su retraso durante un concierto. | - Habla el pueblo (Ladra el pueblo) - La jugada polémica - Cristina (Pretina) |

### Temporada 9 (2012)
| Acontecimientos políticos | Temas sociales / espectáculos / deportes | Programas de TV |
| --- | --- | --- |
| - Especulación sobre gestos entre Nadine Heredia y Ollanta Humala en la cumbre ASPA. - Kenji Fujimori intenta desmentir la existencia de una cárcel dorada para su padre. - Elecciones presidenciales en Estados Unidos de 2012. - César San Martín aboga por un aumento de sueldo a los jueces. - Audiencias públicas de la controversia de delimitación marítima entre Perú y Chile. - Confrontación entre la Municipalidad de Lima y comerciantes por venta de muñecos de Susana Villarán por Año Nuevo. | - La cantante Lucía de la Cruz acude a un concierto de su colega Eva Ayllón y hacen las paces. - Policía solicita coima a motociclista español en plena carretera. - Magaly Medina opina del peso de Gisela Valcárcel. - Magaly Medina se encuentra en joyería con Paolo Guerrero. - Imitador de Kurt Cobain atrae atención nacional e internacional tras ganar la primera temporada de Yo Soy. - Conflicto entre párroco y activistas en defensa de los gatos del Parque Kennedy. - Difusión masiva de la canción coreana Gangnam Style en el Perú. | * Pélame El ojo (Abre Los Ojos) - Sin medias tintas (Sin Medias Limpias) - La Tayson, corazón rebelde (La Tayson) - Yo soy (Yo sí soy) - Al fondo hay sitio (Al fondo hay ripio) - El valor de la verdad (El valor de la verdura) - Perú Tiene Talento (Perú tiene su gracia) |

### Temporada 10 (2013)
| Acontecimientos políticos | Temas sociales / espectáculos / deportes | Programas de TV |
| --- | --- | --- |
| - Ollanta Humala mojó con una manguera a Nadine Heredia por carnavales. - Campaña y consulta de revocatoria contra la alcaldesa Susana Villarán. - Continúan investigaciones a Alejandro Toledo y a su suegra por enriquecimiento ilícito. - Carlos Bruce presenta proyecto de unión civil no matrimonial para parejas homosexuales. - Alberto Fujimori le grita a una enfermera en la clínica. Mientras tanto, ya solicitaba un pedido de indulto. - Eliane Karp comparece ante la Comisión de Fiscalización del Congreso de la República. | - Eva Ayllón denuncia maltrato en el partido eliminatorio entre Perú y Chile. - Magaly Medina y Beto Ortiz coinciden durante el Lima Fashion Week 2013. - Marcelo Oxenford ocasiona incidente con reportero al defender a su hija Lucía. - Natalia Málaga protagoniza spot en defensa de las mujeres al volante. - Tilsa Lozano se presenta en una conferencia en el Congreso de la República. - Imitador argentino de Luis Miguel queda eliminado de la competencia en Yo soy Perú y lanza improperios al programa, a la productora y al productor y jurado del programa, Ricardo Morán, amenazando con demandarlos. | - Bienvenida la tarde (Bienvenida La Carne) - Tu cara me suena (Tu Cacharro me suena) - La voz Perú (La toz Perú) - Dilo cantando (Dilo con gallos) |

### Temporada 11 (2014)
| Acontecimientos políticos | Temas sociales / espectáculos / deportes                                                                         | Programas de TV                   |
| --- | --- | --------------------------------- |
| - Lectura del fallo de la Corte de La Haya sobre la delimitación marítima entre Perú y Chile. - Nadine Heredia desautoriza al premier César Villanueva por el tema del aumento del salario mínimo. - Luis Castañeda regresa a la Alcaldía de Lima, ganando con facilidad un tercer mandato. | - El grupo de cumbia Corazón Serrano realiza su gira de conciertos luego de la muerte de una de sus integrantes. | - Experimentores (Experimentiras) |

## Legado
En marzo de 2009, América Televisión presentó la serie Al fondo hay sitio, cuyo argumento de la rivalidad existente entre dos familias de condiciones socioeconómicas opuestas se basó en el sketch del enfrentamiento entre vecinos de Ate y La Molina de El especial del humor. El contenido de la serie integraba parodia y crítica social, con un toque cómico y romántico de la realidad limeña. Luego de ocho temporadas al aire como una de las series más exitosas del país entre 2009 y 2016, en 2022 se estrenó su reposición televisiva, incorporando una novena temporada.
Tras su salida de Frecuencia Latina, en mayo de 2011 Carlos Álvarez ingresó a ATV, donde estrenó El estelar del humor, manteniendo el formato de humor político. Debido a las acciones legales adoptadas por su anterior casa televisiva para evitar la similitud en los nombres de los programas cómicos, El estelar del humor fue posteriormente renombrado a El cartel del humor. Años después, Álvarez seguiría destacando por sus caracterizaciones y parodias políticas en sus programas propios, siendo los más destacados Habla bien (América Televisión, 2015), Oe… ¿es en serio? (ATV, 2019) y La vacuna del humor (Willax Televisión, 2020-presente), con la participación ocasional de Pedro "Lelo" Costa como parte de su elenco.
Con el final de El especial del humor a finales de 2014, Jorge Benavides retomó en 2015 el montaje de su propio circo y giras con el personaje de la Paisana Jacinta hasta el inicio en 2016 de sus proyectos televisivos por Willax Televisión: JB en Willax (2016), donde sumó a parte del elenco con el que concluyó El especial del humor, y KG de Risa (2016), con los cómicos Fernando Armas y Miguel Moreno. En abril de 2017, volvió a Latina Televisión con el estreno de su programa cómico El wasap de JB (2017-20), el mismo que se mantendría al aire hasta 2020. Más adelante, Benavides presentaría JB en ATV (ATV, 2021-presente) con el elenco que lo acompañó en El wasap de JB,   incluyendo a Walter "Cachito" Ramírez, Carlos Vílchez y Enrique Espejo "Yuca".
Luego de años de especulaciones mediáticas sobre una presunta rivalidad entre Álvarez y Benavides durante sus años de trabajo conjunto en el Especial del Humor, y debido a los constantes pedidos de sus seguidores en redes sociales, ambos se juntaron en dos oportunidades luego de ocho años de separación televisiva para grabar segmentos como parte del El wasap de JB. La primera vez sería en febrero de 2018, con un sketch de "Alejandro Choledo" y "Elian Karpa" celebrando el día de San Valentín, con la breve participación de Lelo Costa y Walter Ramírez como "Otárola" y el "Húsare", respectivamente, mientras que la segunda vez, en abril de 2018, sería con un sketch del indultado "Alberto Yukimori" junto a su hijo "Kenji Yukimori".
En 2022, a partir de gestiones del productor Ney Guerrero, Benavides y Álvarez se reunieron para la grabación de un programa especial denominado El especial,  transmitido en ATV después del programa JB en ATV. El especial tuvo una hora de duración, e incluyó sketches como el de "Las viejas pitucas de La Molina", el crossover de "Elian Karpa" y "Lila Paredes" (parodia de la ex primera dama Lilia Paredes), entre otros.

## Controversias

### Incidente Karp-Ivcher
En abril de 2004, durante una recepción ofrecida por la embajada israelí en Perú con motivo del aniversario de Israel, la entonces primera dama Eliane Karp protagonizó un enfrentamiento verbal con el empresario televisivo Baruch Ivcher, presidente del directorio de Frecuencia Latina. Karp recriminó a Ivcher en hebreo antes de insultarlo y amenazarlo con interferir en la justicia para denegar su solicitud de reparación civil y meterlo preso. Según reportes, la reacción de Karp se debió a las denuncias en su contra emitidas por programas de investigación de dicho canal en torno a malos manejos de la CONAPA, a cargo del Despacho de la primera dama, así como por el personaje de "Elian Karpa", caracterización realizada en Los Inimitables por Jorge Benavides, en la que Karp era retratada como agresiva, oportunista e histérica. Para demostrar que eran ajenos a consignas de los directivos del canal, el programa parodió el incidente entre Karp e Ivcher poco después.

### Participación de Álvarez en la 'reelección' de Fujimori
Los antecedentes profesionales y vínculos políticos de Carlos Álvarez en la década de los noventa fueron motivo de crítica en la prensa de investigación en años posteriores e incluso hasta la actualidad. Tras iniciar nuevos proyectos subvencionados por el Estado en 1999, Álvarez abandonó su línea opositora anterior al régimen de Alberto Fujimori y empezó a presentar diversas parodias que ensalzaban la figura del entonces presidente, mientras que ridiculizaba a sus rivales políticos. Meses después, para las elecciones presidenciales de 2000, participó activamente en los mítines de la campaña de reelección de Fujimori, imitándolo benévolamente y bailando junto con él en las tribunas.
Luego de la caída del régimen, la Tercera Fiscalía Anticorrupción lo acusó en 2002 de haber recibido $3 mil dólares mensuales provenientes del SIN para apoyar la reelección de Fujimori. Concluida la investigación contra Álvarez, en julio de 2005, y con el Especial del Humor en actividad, el exasesor presidencial Vladimiro Montesinos negó finalmente que le hubiera entregado dinero a Álvarez y al cómico Tulio Loza, pero reconoció que usaba sus nombres para entregar dinero a sus informantes. En 2006, Álvarez fue condenado a cuatro años de prisión suspendida y al pago de S/. 10 mil soles en reparación civil.

### 'Popy-audio'
En octubre de 2005, el periodista César Hildebrandt reveló audios de una conversación entre el empresario televisivo Genaro Delgado Parker y el exministro de Justicia Fernando Olivera, sobre su irregular juramentación al cargo de Ministro de Relaciones Exteriores y un posible perjuicio al canal de televisión ATV, que incluía duras críticas al entonces presidente Alejandro Toledo y develaba la existencia de un presunto negocio de combustibles en las altas esferas del gobierno. Olivera, entonces aliado de Toledo, se defendió señalando falsamente que la voz de los audios presentados correspondían a una imitación de El especial del Humor, versión que replicarían miembros de su agrupación política en el Congreso. El programa haría mención del tema en posteriores parodias.

### Protesta diplomática por imitación de Michelle Bachelet
En mayo de 2006, con motivo del proceso de extradición de Alberto Fujimori al Perú que se seguía en Chile, el programa parodió la situación incluyendo una caracterización satírica de la entonces presidenta de Chile, Michelle Bachelet, denominada "Michelle Chanchelet" (interpretada por el Gordo Casaretto) la misma que provocó críticas de parte de la prensa y de políticos de dicho país así como una protesta diplomática de la Cancillería chilena por considerarla irrespetuosa. Luego del incidente, Carlos Álvarez asumió la imitación, haciendo una caracterización más estilizada de Bachelet.

### Sexualización de las mujeres
Si bien no es un fenómeno exclusivo del Especial del Humor, una característica recurrente en sus episodios a través de los años es el uso exagerado de los atributos físicos de la imagen femenina, muchas veces abordado desde el doble sentido o la insinuación sexual. No obstante, en 2007 ambos se jactaban de realizar un "producto de calidad" en términos de comicidad por la ausencia de vedettes a diferencia de sus programas competidores. La Asociación Nacional de Anunciantes (ANDA), a través de su Semáforo Ético como indicador de la calidad de los contenidos de la programación televisiva, calificó con "luz ámbar" al programa durante varios años consecutivos debido a su uso de expresiones vulgares, bromas en doble sentido, y por contenidos inapropiados para el horario de protección al menor.

### Acusaciones de racismo y homofobia
Los personajes del Negro Mama y la Paisana Jacinta, creados por Jorge Benavides e interpretados en distintas etapas del Especial del Humor, recibieron duros cuestionamientos de parte de organizaciones no gubernamentales vinculadas a los derechos humanos de los afroperuanos y las comunidades campesinas por su carga peyorativa, presentando estereotipos racistas. Un estudio de análisis de contenidos concluyó que tanto El especial del humor como su competidor Recargados de risa, registraron "un nivel de contenido racista próximo al 30% del total de sus emisiones" y "mayoritariamente, a través de rasgos físicos y sociales, y del mismo modo, de los referidos a la lengua originaria de los aludidos".

## Premios y reconocimientos
| Año  | Premio                       | Categoría                  | Resultado | Ref.    |
| ---- | ---------------------------- | -------------------------- | --------- | ------- |
| 2008 | Premios Luces de El Comercio | Mejor programa humorístico | Ganador   | [ 177 ] |